# 北總鐵道
北總鐵道股份有限公司（日语：／ Hokusō Tetsudō */?），簡稱北總鐵道，是負責經營日本東京都東部至千葉縣西北部之北總線的第三部門鐵路公司，京成電鐵之集團企業之一。本社位於千葉縣鎌谷市初富928。

## 历史
北總鐵道是隨著千葉新市鎮的開發建設，為了經營由1972年3月都市交通審議會（現在之運輸政策審議會）答申第15號揭示的兩條連結東京都心路線之一的京成高砂－小室区间，以京成電鐵為主體，由金融機構出資設立，最初公司名称为北總开发铁道，1979年开通北總線。
之后住宅・都市整备公团将小室 - 印旛日本醫大区间委托北總开发铁道运营，1988年《铁道事业法》颁布，北總开发铁道成为该路段第二種鐵道事業，2000年今日北總線全线开通。2004年继承住宅・都市整备公团的都市基盤整备公团改组为都市再生機構，同时放棄小室 - 印旛日本醫大区间铁路所有权，该路段所有权由京成电铁全资子公司千葉新城鐵道继承，运营公司北總开发铁道同时改名北總铁道。
事实上由于千葉新城計畫規模縮小，北總铁道经营情况不佳。尽管2000年之后北總铁道转亏为盈，營業收益毎年都在100億日圓以上（2006年度為135億），但因建設時相關之借款金額巨大，2006年3月時固定負債達到1,145億日圓。不过2010年成田機場線开通，京成電鐵利用本线开行连接成田機場的特急列車Skyliner，让北總線利用情况大幅改善。2012年時北總铁道已經達成負債小於資產，到2022财年结束时更是完全消除负债。

## 路線列表

路線圖

北總鐵道擁有32.3公里之路線，其中有一部份為千葉新城鐵道所擁有之設施，於該區間為第2種鐵道事業者，已於2010年7月17日延伸至成田機場。
| 記號 | 中文線名 | 日文線名 | 起點             | 終點                 | 距離（公里） |
| ---- | -------- | -------- | ---------------- | -------------------- | ------------ |
| HS   | 北總線   |          | 京成高砂（KS10） | 印旛日本醫大（HS14） | 32.3         |

## 运费问题
北總铁道是東京都會區通勤路線中票價最高的路線之一，這是由於原始建設成本高昂以及千葉新城項目計劃缩小，使得北總铁道经营情况不佳，前往東京市中心或羽田機場，直通的京成電鐵、都營地鐵和京急電鐵，都會加收转乘運費，使總費用更加昂貴。成田機場線开通后，由於北總铁道預計將获得軌道和設施使用費，沿線居民和地方政府于是推动降低北總線的票價，2010年5月，沿線居民向政府提起訴訟，要求撤銷京成的票價批准。2013年3月26日，東京地方法院做出敗訴的裁決，稱「在票價設定方面沒有發現任何問題。」原告提起上訴，但東京高等法院与日本最高法院都駁回上訴。
2021年6月23日，在千葉縣議會代表提問時，知事熊谷俊人表示：「我請求北總鐵道考慮高票價問題，我們希望開始考慮降低價格的可能性。」隨後11月19日，北總鐵道宣布，自2022年10月1日起，由於沿線人口增加，且預計累計赤字將被消除，正常票價將下調最高100日圓，全线最高票价820日元，达到与多数大手私铁相同的水平。

## 備註

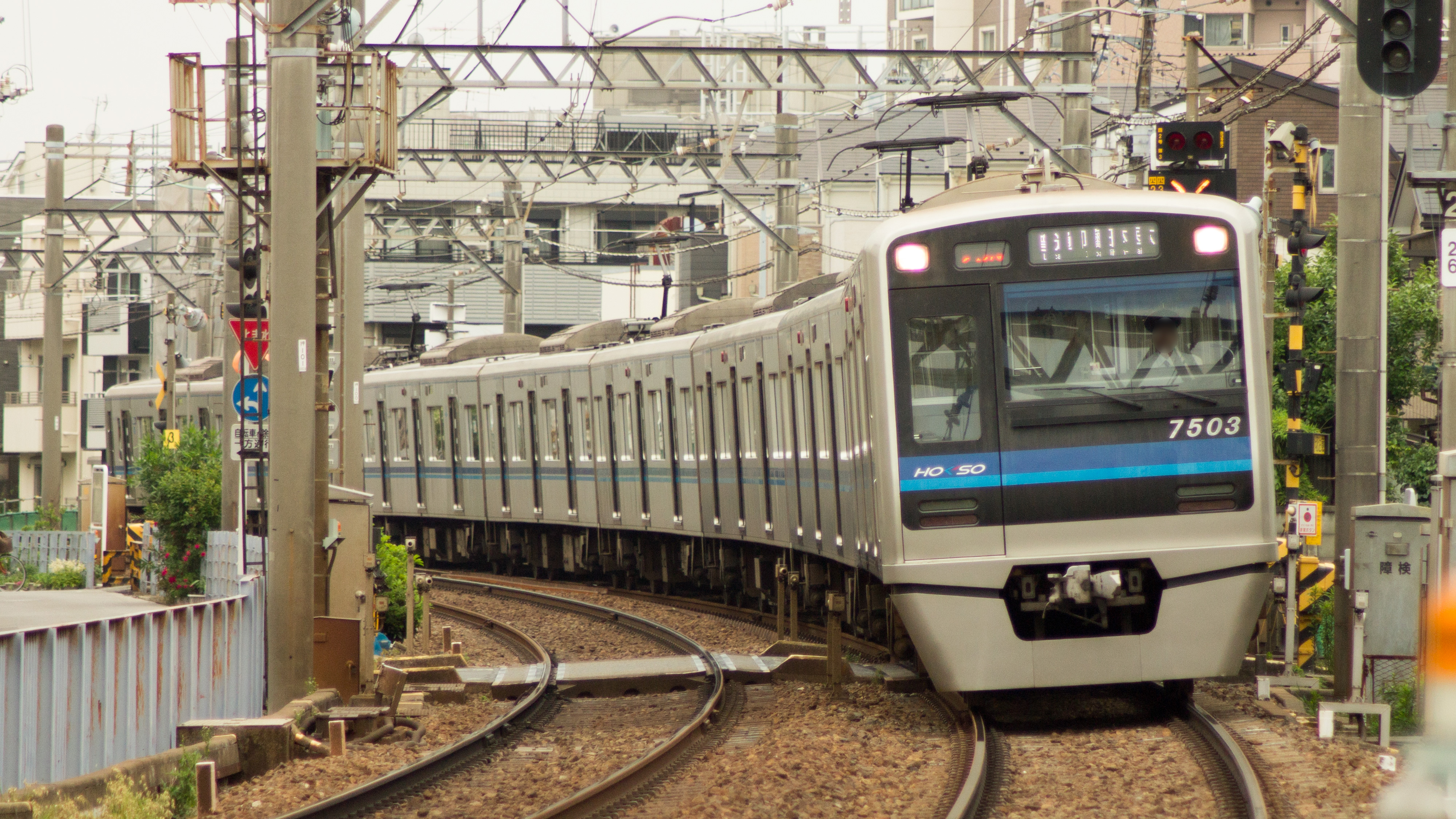
北總鐵道旗下最新車種、7500型電聯車。

1. ↑  公司官方中文名稱為「北總鐵路」。
2. ↑  小室站至印旛日本醫大站間是第2種鐵道事業者，千葉新城鐵道是第3種鐵道事業者。

## 外部連結
- 北總鐵道（页面存档备份，存于）（日語）